# Maximino Ruiz y Flores
Maximino Ruiz y Flores (Atlacomulco, Estado de México, 15 de agosto de 1875 - 11 de mayo de 1949) fue un obispo mexicano que sirvió de 1913 a 1920 como obispo de San Cristóbal de las Casas y de 1920 a 1949 sirvió como obispo auxiliar en la Arquidiócesis Primada de México hasta su fallecimiento. Fue ordenado sacerdote posiblemente en 1901. El 8 de julio de 1913 fue nombrado obispo de San Cristóbal (entonces Ciudad Real de Chiapas) por el papa San Pío X y fue ordenado obispo el 8 de septiembre por el arzobispo de México José Mora y del Río fungiendo como co-consagrantes el arzobispo de Guadalajara Francisco Orozco y Jiménez y el entonces obispo de León Emeterio Valverde y Téllez.